# Arado Ar 80
Arado Ar.80 — немецкий одноместный опытный истребитель. Первый истребитель-моноплан фирмы Arado. Всего было изготовлено пять опытных образцов. Проект был закрыт в 1939 году.

## История
С приходом в 1933 году нацистов к власти был разработан план, в обход Версальского договора, значительного расширения военно-воздушных сил Германии. Рейхсминистерство авиации потребовало от крупных промышленных компаний сотрудничества, сохраняя это в секрете. В 1934 году технический департамент Люфтваффе выдал техническое задание на разработку одноместного цельнометаллического истребителя-моноплана. Для проектируемого самолёта, согласно техническому заданию, требовались хорошие скорость горизонтального полёта, скороподъёмность, манёвренность и вооружение. В октябре 1933 года Герман Геринг разослал письмо с просьбой начать работы по «высокоскоростному курьерскому самолёту». В мае 1934 года задание по участию в конкурсе получили фирмы Heinkel, Arado, Focke-Wulf и Bayerische Flugzeugwerk (позднее Messerschmitt). Каждая из фирм к концу 1934 года должна была представить на испытания по три прототипа.

## Проектирование и разработка
Конструкторское бюро Arado не имело опыта проектирования цельнометаллических самолётов с убирающимся шасси. В результате, главный конструктор Вальтер Блюме, принял решение проектировать самолёт с неубирающимся шасси, полагая, что возросшее аэродинамическое сопротивление будет компенсироваться сокращением общего веса за счёт отказа от механизма уборки и отсутствия вырезов под ниши шасси в конструкции крыла. Но из-за ошибок в проектировании самолёт оказался чересчур тяжёлым.

## Испытания
На первом опытном Аr.80V-1 был установлен двигатель Ролс-Ройс Кестрел-VI, ранее стоявший на Аr.67а. Истребитель поступил на испытания весной 1935 года. При полёте на малой высоте пилот потерял управление и врезался в землю.
На втором Аr.80V-2 (D-ILOH) установили двигатель Кестрел-V мощностью 695 л. с. с деревянным винтом фиксированного шага. Испытания Аr.80V-2 с новым двигателем обернулись неудачей. Самолёт был слишком тяжёлым, тем более его аэродинамическое сопротивление было слишком высоким. В начале 1936 года Ar.80V-2 был переоснащён двигателем Jumo-210C. Нововведение несколько улучшило характеристики самолёта, но после испытательных полётов стало ясно, что продолжать дальнейшую работу над истребителем нет смысла.
Третий опытный самолёт Ar.80V-3 (D-IPBN) имел меньший вес за счёт нового прямого крыла. Самолёт был оснащён двигателем Jumo-210C и воздушным винтом фиксированного шага. В 1937 году Ar.80V-3 участвовал в ряде лётных экспериментов в качестве летающей лаборатории. Позже самолёт получил вторую кабину для наблюдателя и в таком виде использовался с 1938 года.
Четвёртый и пятый прототипы самолёта Ar.80V-4 и Ar.80V-5 отличались от первых трёх машин закрытой кабиной и двигателем Jumo-210Ga с непосредственным впрыском топлива вместо карбюратора. После выполнения программы лётных испытаний четвёртый и пятый прототипы вернули производителю для использования в системе ПВО завода фирмы Arado. По результатам испытаний победителем конкурса стал Messerschmitt Bf.109, а прототипы Ar.80 стали использовались в качестве летающих лабораторий.

## Конструкция
Самолёт Arado Ar.80 представлял собой одноместный свободно несущий моноплан цельнометаллической конструкции с открытой кабиной пилота.
- Фюзеляж самолёта конструктивно состоял из трёх секций: носовой, центральной и хвостовой. Носовая и центральная секции фюзеляжа изготавливались как единый агрегат. Они обшивались дюралюминиевыми листами и представляли собой две пространственные фермы, сваренные из стальных труб, и включают в себя мотораму и прямоугольный центроплан крыла. Хвостовая часть фюзеляжа полумонококовой конструкции обшивалась длинными узкими дюралюминиевыми листами, тянувшимися от кабины пилота к концу фюзеляжа. При сборке монококовой конструкции фюзеляжа использовалась технология, разработанная бывшим главным конструктором фирмы Arado Вальтером Ретелем[3];
- Крыло — цельнометаллическое двухлонжеронное, эллиптическое в плане. Крыло выполнено по схеме «обратная чайка». Конструктивно крыло состоит из прямоугольного центроплана и двух отъёмных консолей. Силовой набор консолей крыла состоит из дюралюминиевых лонжеронов и нервюр. Обшивка верхней части крыла была дюралюминиевой, а нижней части — полотняной. Механизация крыла — автоматические предкрылки, закрылки и элероны, оснащённые триммерами[3];
- Хвостовое оперение самолёта свободно несущее классической схемы, традиционное для компании Arado (киль устанавливается впереди стабилизатора). Обшивка полотняная. Киль и стабилизатор имели металлический каркас и дюралюминиевую обшивку. Рули направления и высоты оснащались триммерами. Стабилизатор регулируемый[3];
- Шасси самолёта — трёхопорное, неубираемое, с хвостовым колесом. Стойки шасси крепились к ферме фюзеляжа. Амортизация колёс гидравлическая. Длина основных стоек шасси самолёта была уменьшенной за счёт использования крыла типа «обратная чайка»[3];
- Силовая установка — 12-цилиндровый V-образный двигатель жидкостного охлаждения Junkers Jumo-210C мощностью 640 л. с.. Воздушный винт деревянный, двухлопастный, постоянного шага, оснащённый штампованным коком.[3]

## Лётно-технические характеристики
Приведены данные модификации Аr.80V-2.
- Экипаж: 1 человек
- Длина, м: 10,29
- Высота, м: 2,64
- Размах крыла, м: 10,9
- Масса пустого, кг: 1643
- Нормальная взлётная масса, кг: 2126
- Практический потолок, м: 9800
- Дальность полёта, км: 895
- Максимальная скорость, км/ч: 413
- Двигатель: Junkers Jumo-210C
- Мощность двигателя, л. с.: 1 × 640
- Вооружение: 2 × 7,92-мм пулемёта MG-17 с 500 патронами на ствол